# Diócesis de Meath
La diócesis de Meath (en latín: Dioecesis Midensis, en inglés: Roman Catholic Diocese of Meath y en irlandés: Deoise na Mí) es una circunscripción eclesiástica de la Iglesia católica en la República de Irlanda. Se trata de una diócesis latina, sufragánea de la arquidiócesis de Armagh. Desde el 18 de junio de 2018 su obispo es Thomas Deenihan.

## Territorio y organización

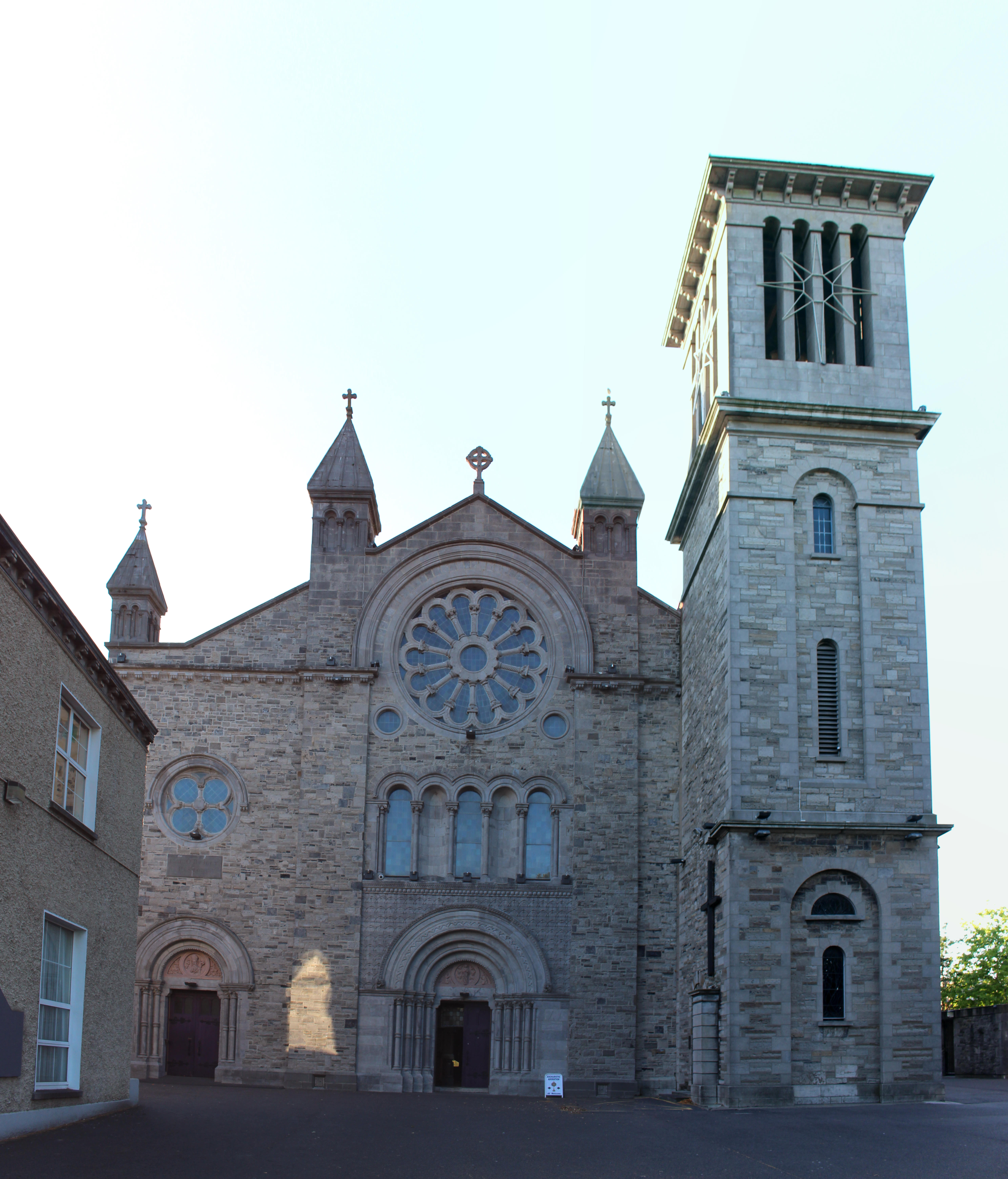
Iglesia de Santa María, en Navan

La diócesis tiene 5120 km² y extiende su jurisdicción sobre los fieles católicos de rito latino residentes en parte de los condados de: Meath, Westmeath, Louth, Cavan y Offaly.

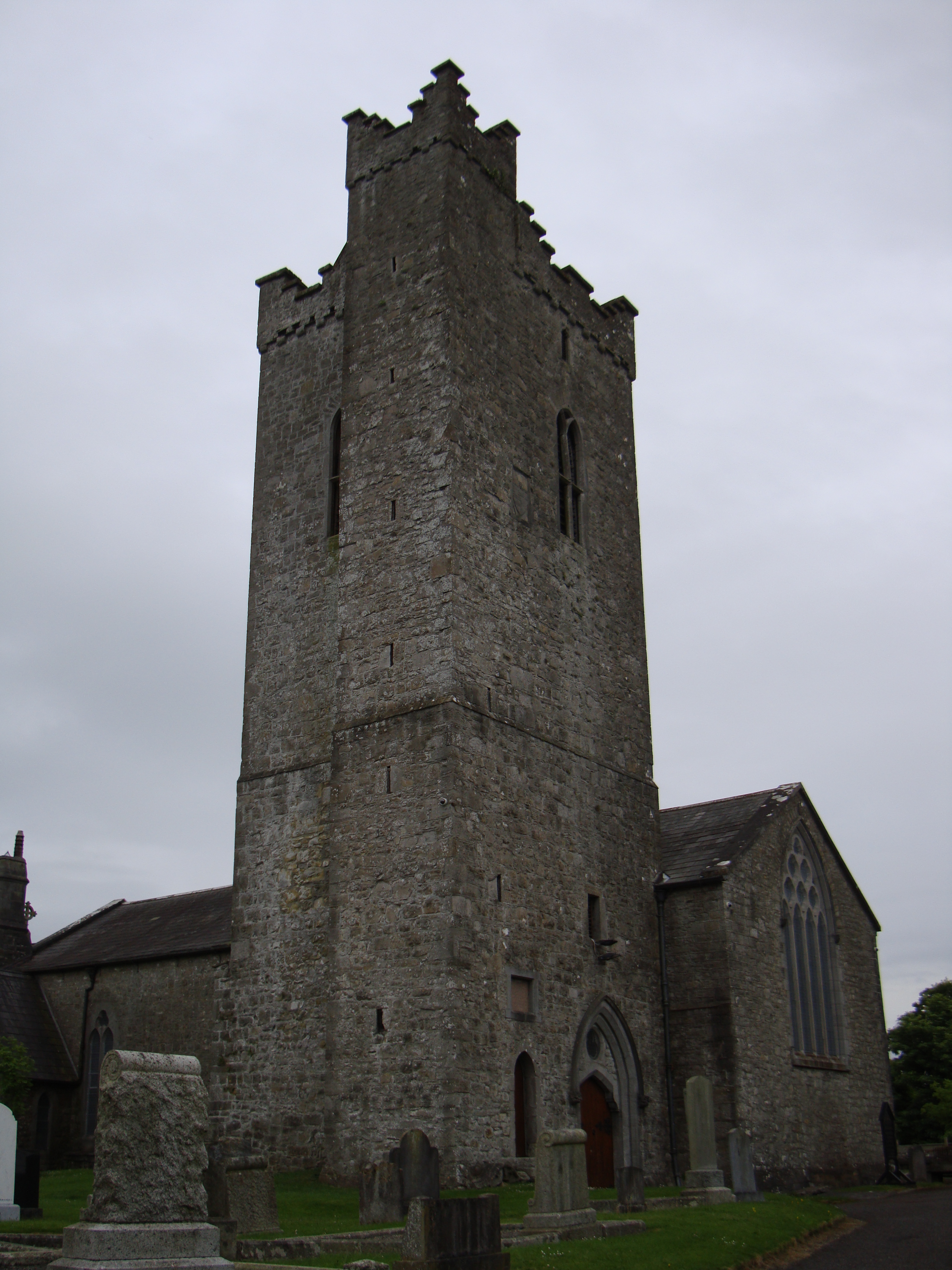
Catedral de San Patricio, en Trim, desde 1536 pertenece a la Iglesia de Irlanda

La sede de la diócesis se encuentra en la ciudad de Mullingar, en el condado de Westmeath, en donde se halla la Catedral de Cristo Rey. Desde 1202 la sede estuvo en Trim, en donde se halla la Catedral de San Patricio, que desde 1536 pertenece a la Iglesia de Irlanda. Desde 1778 hasta finales del siglo XIX la diócesis tuvo su sede en Navan, en el condado de Meath, en donde la iglesia de Santa María sirvió como catedral.
En 2023 en la diócesis existían 69 parroquias.
En la diócesis hay una gran presencia de inmigrantes polacos y está activa una estructura de atención pastoral en idioma polaco, presente en varias parroquias.

## Historia

### Antecedentes
El monasterio de Clonard fue fundado en torno a 520 por san Finnian. El sitio original pudo haber sido en el cercano Ard Relec. Hasta el siglo XII la Iglesia en Irlanda estaba más bien dividida en distritos eclesiásticos que estaban bajo el control de los monasterios y los obispos no tenían jurisdicciones propias, sino sedes residenciales. Esto también explicaría cómo en el primer milenio aparecen varias sedes menores asociadas a la sede de Clonard: Duleek, Trim, Kenlis (o Kells), Ardbraccan, Dunsaghlin, Slane y Foure. Clonard era entre estas la sede principal, a la que se unían las otras.
Las diócesis de Clonard y Duleek se encuentran entre las establecidas por el Sínodo de Ráth Breasail en 1111. Antes y después del sínodo las demás abadías nullius y diócesis se fueron incorporando a la de Clonard.
Clonard comenzó a decaer en el siglo XII y los obispos de Clonard adquirieron la mayor parte de Meath como territorio propio y usaron con frecuencia el título de «obispo de Meath» u «obispo de los hombres de Meath». Tras el traslado del obispo Simon Rochfort de su sede de Clonard a Trim en 1202, el tratamiento habitual pasó a ser el de «obispo de Meath» y la sede fue renombrada diócesis de Meath. En 1969 Clonard o Cluain Iraird fue restaurada como diócesis titular.

### Diócesis de Meath
En el momento de la Reforma protestante en el reinado de Eduardo VI, el obispo Edward Staples aceptó la supremacía real en 1536, aunque el papa Paulo III no tomó ninguna medida contra él. Fue destituido por la reina católica María I de Inglaterra el 29 de junio de 1554 y falleció alrededor de 1560. Su sucesor William Walsh resistió todos los halagos de la reina Isabel, para unirse a la Iglesia del Estado hasta que lo destituyó en 1560, y después de pasar trece años en prisión en Dublín, murió exiliado en Alcalá de Henares el 4 de enero de 1577. Por lo tanto, la diócesis permaneció vacante durante medio siglo. El 21 de octubre de 1563 Isabel I nombró obispo de Meath a Hugh Brady, iniciando la sucesión anglicana que continuó como diócesis de Meath de la Iglesia de Irlanda hasta que en 1976 fue unida a la de Kildare, para formar la actual diócesis de Meath y Kildare.
Tras la destrucción del monasterio de Clonmacnoise y su reducción a ruinas por tropas inglesas, la diócesis de Clonmacnoise fue abolida por una ley del Parlamento inglés del 23 de febrero de 1568, que la unió a la de Meath. Si bien esta disposición carecía de valor eclesiástico católico, la difícil situación de la Iglesia católica en Irlanda después del siglo XVI dificultó, si no imposibilitó, el nombramiento de un obispo para Clonmacnoise; solo se nombraron cuatro obispos entre 1568 y 1729, siendo el último Stephen MacEgan. Generalmente, eran los obispos de Meath quienes administraban la diócesis durante los largos períodos de sede vacante. En 1756 la diócesis de Clonmacnoise fue unida a la diócesis de Ardagh.
En 1778 se restableció la sede en Navan, desde donde circa 1900 el obispo la trasladó a Mullingar, donde se inauguró la nueva Catedral de Cristo Rey el 6 de septiembre de 1936 y se consagró solemnemente el 6 de agosto de 1939.

## Estadísticas
Según el Anuario Pontificio 2024 la diócesis tenía a fines de 2023 un total de 279 215 fieles bautizados.
| Año                                                                             | Población            | Población | Población      | Sacerdotes | Sacerdotes    | Sacerdotes    | Bautizados por sacerdote | Diáconos permanentes | Religiosos | Religiosos | Parroquias |
| Año                                                                             | Bautizados católicos | Total     | % de católicos | Total      | Clero secular | Clero regular | Bautizados por sacerdote | Diáconos permanentes | Varones    | Mujeres    | Parroquias |
| ------------------------------------------------------------------------------- | -------------------- | --------- | -------------- | ---------- | ------------- | ------------- | ------------------------ | -------------------- | ---------- | ---------- | ---------- |
| 1950                                                                            | 120 633              | 126 120   | 95.6           | 204        | 164           | 40            | 591                      |                      | 25         | 62         | 66         |
| 1970                                                                            | 125 482              | 128 514   | 97.6           | 289        | 161           | 128           | 434                      |                      | 240        | 628        | 66         |
| 1980                                                                            | 155 000              | 158 000   | 98.1           | 316        | 166           | 150           | 490                      |                      | 266        | 492        | 67         |
| 1990                                                                            | 177 000              | 180 000   | 98.3           | 237        | 134           | 103           | 746                      |                      | 156        | 345        | 70         |
| 1999                                                                            | 194 240              | 200 000   | 97.1           | 254        | 132           | 122           | 764                      |                      | 157        | 294        | 69         |
| 2000                                                                            | 199 447              | 202 986   | 98.3           | 240        | 130           | 110           | 831                      |                      | 148        | 287        | 69         |
| 2001                                                                            | 202 451              | 206 197   | 98.2           | 245        | 134           | 111           | 826                      |                      | 143        | 281        | 69         |
| 2002                                                                            | 212 858              | 217 504   | 97.9           | 252        | 133           | 119           | 844                      |                      | 149        | 267        | 69         |
| 2003                                                                            | 218 384              | 223 244   | 97.8           | 251        | 132           | 119           | 870                      |                      | 200        | 270        | 69         |
| 2004                                                                            | 223 200              | 228 500   | 97.7           | 244        | 129           | 115           | 914                      |                      | 146        | 265        | 69         |
| 2013                                                                            | 267 831              | 303 000   | 88.4           | 243        | 120           | 123           | 1102                     |                      | 145        | 220        | 69         |
| 2016                                                                            | 270 500              | 303 500   | 89.1           | 219        | 111           | 108           | 1235                     |                      | 128        | 170        | 69         |
| 2019                                                                            | 276 315              | 306 460   | 90.2           | 199        | 109           | 90            | 1388                     |                      | 109        | 130        | 69         |
| 2021                                                                            | 275 500              | 326 000   | 84.5           | 191        | 109           | 82            | 1442                     |                      | 95         | 90         | 69         |
| 2023                                                                            | 279 215              | 330 775   | 84.4           | 183        | 113           | 70            | 1525                     |                      | 83         | 73         | 69         |
| Fuente: Catholic-Hierarchy, que a su vez toma los datos del Anuario Pontificio. |                      |           |                |            |               |               |                          |                      |            |            |            |

## Episcopologio
- Simon de Rochfort † (1202-1224 falleció)
- Deodatus † (1224-1226 falleció)
- Ralph le Petit † (1227-28 de septiembre de 1230 falleció)
- Richard de la Corner † (1232-1250 falleció)
  - Sede vacante (1250-1254)
- Hugh Taghmon † (31 de octubre de 1254-febrero de 1281 falleció)
  - Sede vacante (1281-1286)
- Thomas Saint-Leger † (12 de julio de 1286-diciembre de 1320 falleció)
- John O'Carroll † (20 de febrero de 1321-19 de enero de 1327 nombrado arzobispo de Cashel)
- William de Paul, O.Carm. † (16 de febrero de 1327-julio de 1349 falleció)
- William Saint-Leger † (5 de octubre de 1349-24 de agosto de 1352 falleció)
- Nicholas Allen † (9 de enero de 1353-15 de enero de 1367 falleció)
  - Sede vacante (1367-1369)
- Stephen Wale † (19 de febrero de 1369-10 de noviembre de 1379 falleció)
- William Andrew, O.P. † (1380-28 de septiembre de 1385 falleció)
- Alexander Petit de Balscot † (10 de marzo de 1386-10 de septiembre de 1400 falleció)
- Robert Montain † (7 de febrero de 1401-24 de mayo de 1412 falleció)
- Edward Dantsey † (31 de agosto de 1412-4 de enero de 1430 falleció)
- William Hadsor † (29 de mayo de 1430-1434 falleció)
- William Silk † (22 de septiembre de 1434-9 de mayo de 1450 falleció)
- Edmund Ouldhall † (7 de agosto de 1450-9 de agosto de 1459 falleció)
- William Sherwood † (16 de marzo de 1460-3 de diciembre de 1482 falleció)
- John Payne, O.P. † (17 de marzo de 1483-3 de marzo de 1506 falleció)
- William Rockeby † (28 de mayo de 1507-28 de enero de 1512 nombrado arzobispo de Dublín)
- Hugh Inge † (28 de enero de 1512-27 de febrero de 1523 nombrado arzobispo de Dublín)
- Richard Wilson † (27 de febrero de 1523-circa 1529 renunció)
- Edward Staples † (3 de septiembre de 1529-29 de junio de 1554 depuesto por la reina María I de Inglaterra) (aceptó la supremacía real en 1536, pasando a ser un obispo cismático anglicano sin ser depuesto por el papa)
- William Walsh, O.Cist. † (18 de octubre de 1554-4 de enero de 1577 falleció)[nota 1]
  - Sede vacante (1577-1621)
- Thomas Dease  † (5 de marzo de 1621-1652 falleció)
  - Sede vacante (1652-1657)
- Anthony MacGeoghegan, O.F.M.Obs. † (16 de abril de 1657-1661 renunció)
  - Sede vacante (1661-1669)
- Patrick Plunkett, O.Cist. † (8 de marzo de 1669-18 de noviembre de 1679 falleció)
- James Cusack † (18 de noviembre de 1679 por sucesión-1688 falleció)
- Patrick Tyrrell, O.F.M.Ref. † (24 de enero de 1689-1692 falleció)
  - Sede vacante (1692-1707)
- Jacob Fagan † (12 de agosto de 1707-?)
- Luke Fagan † (15 de septiembre de 1713-24 de septiembre de 1729 nombrado arzobispo de Dublín)
- Stephen MacEgan, O.P. † (26 de septiembre de 1729-30 de mayo de 1756 falleció)
- Augustine Cheevers, O.E.S.A. † (7 de agosto de 1756-18 de agosto de 1778 falleció)
- Patrick Joseph Plunkett † (19 de diciembre de 1778-11 de enero de 1827 falleció)
- Robert Logan † (11 de enero de 1827 por sucesión-22 de abril de 1830 falleció)
- John Cantwell † (4 de julio de 1830-11 de diciembre de 1866 falleció)
- Thomas McNulty † (11 de diciembre de 1866 por sucesión-24 de diciembre de 1898 falleció)
- Matthew Gaffney † (28 de abril de 1899-1906 renunció)
- Lawrence Gaughran † (16 de abril de 1906-14 de junio de 1928 falleció)
- Thomas Mulvany † (12 de abril de 1929-16 de junio de 1943 falleció)
- John Francis D'Alton † (16 de junio de 1943 por sucesión-13 de junio de 1946 nombrado arzobispo de Armagh)
- John Anthony Kyne † (17 de mayo de 1947-23 de diciembre de 1966 falleció)
- John McCormack † (29 de enero de 1968-16 de mayo de 1990 renunció)
- Michael Smith (16 de mayo de 1990 por sucesión-18 de junio de 2018 retirado)
- Thomas Deenihan, desde el 18 de junio de 2018